# 富锦站
富锦站，位于中华人民共和国黑龙江省佳木斯市富锦市，是福前铁路上的火车站，建于1976年，2012年站房改建，哈尔滨铁路局佳木斯车务段管辖。

## 車站周邊
- 富锦市园林管理处
- 站前公园
- 中国邮政储蓄银行富锦砚山营业所
- 富锦公路客运站
- 富锦市铁路医院
- 铁路中学
- 富锦市民主社区居民委员会
- 富锦第一中学
- 富锦市地税局
- 中国邮政储蓄银行向阳南路营业所
- 中国农业发展银行向阳路支行
- 富锦市工商局

## 歷史
- 建于1976年。

## 外部連結
- 中国铁路客户服务中心（页面存档备份，存于）